# Gasco
Empresas Gasco S.A. (Compañía de Consumidores de Gas de Santiago) es una empresa chilena dedicada a la distribución de gas para uso doméstico e industrial. Es propiedad del Grupo Familia Pérez Cruz, que posee el 89,2% de la propiedad y otros con el 10,8%. Fundada en 1856 por el empresario José Tomás Urmeneta y su yerno Maximiano Errázuriz Valdivieso, para proporcionar alumbrado público a gas a Santiago.
Tiene negocios en la distribución de gas licuado, donde tiene una participación nacional de 28%, concentrado principalmente en Santiago y alrededores. También distribuye gas natural. Participa en la propiedad de empresas de gas natural como Metrogas S.A., Gas Sur S.A., Innergy Holdings S.A., Gasco Magallanes, Gasoducto del Pacífico S.A. y Gasnor S.A. (Salta, Argentina). Tiene inversiones también en la empresa de cemento Polpaico S.A.
En materia de gas licuado, Gasco tiene el único terminal marítimo privado para el embarque y almacenamiento.

## Historia

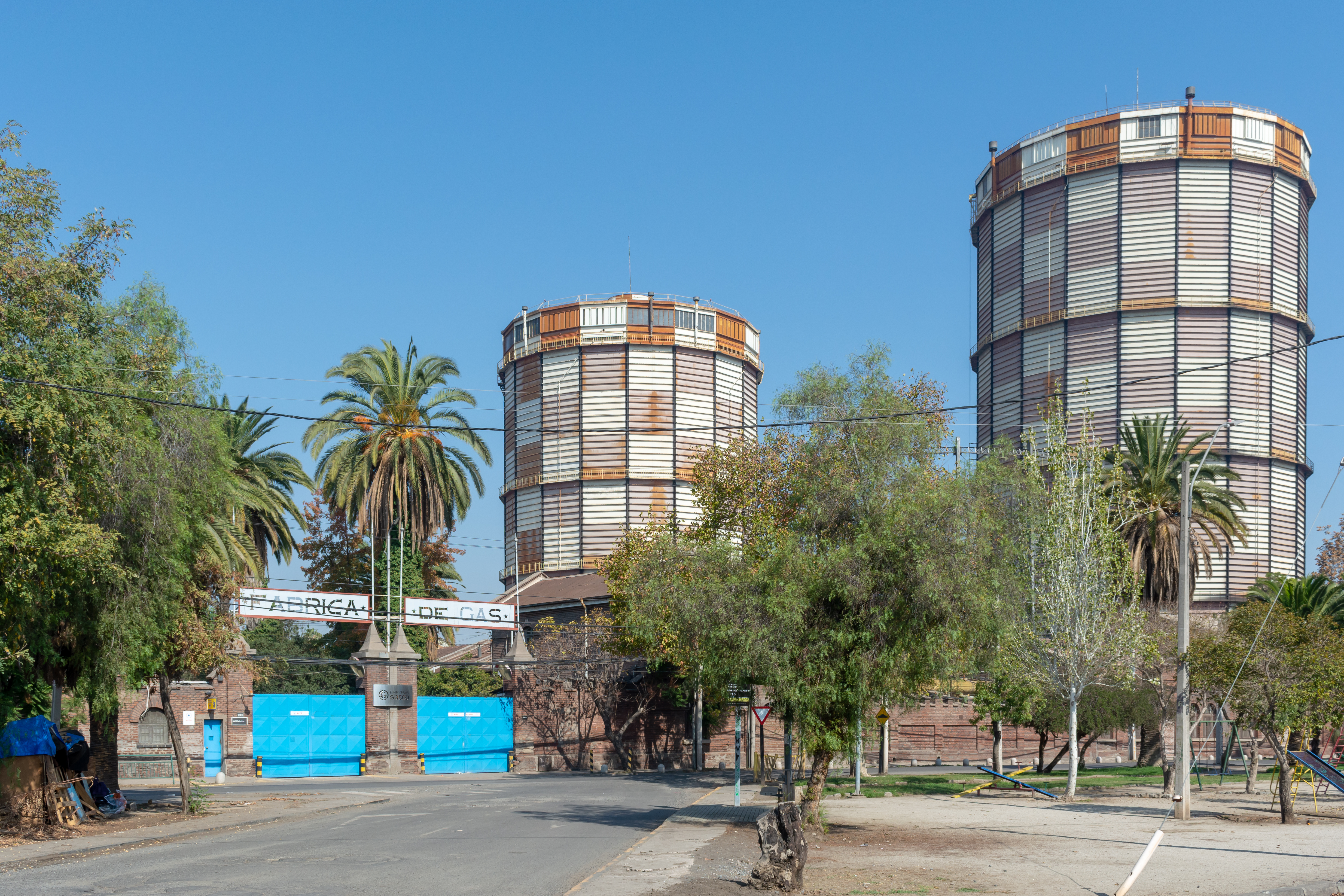
Fábrica de gas San Borja, en Estación Central, Santiago.

José Tomás Urmeneta y Maximiano Errázuriz Valdivieso se adjudican la concesión de alumbrado público de la ciudad de Santiago en 1856. El servicio de gas se inicia el 17 de septiembre de 1857, iluminando el Teatro Municipal de Santiago en su noche inaugural. En 1865, la empresa de alumbrado a gas se transforma en sociedad anónima bajo el nombre de Compañía de Gas de Santiago, la que en 1887 pasó a llamarse Compañía de Consumidores de Gas de Santiago.
Con la llegada de la energía eléctrica a Chile, el alumbrado público a gas fue lentamente siendo reemplazado por iluminación eléctrica. El gas es entonces utilizado como combustible industrial y doméstico.
En 1972 la Corporación de Fomento de la Producción (Corfo) toma el control al adquirir el 54,6% de las acciones. En 1981 vende su participación a CGE. En 2010 entra al mercado colombiano tras comprar activos por 17 millones de dólares.
La casa matriz de la compañía funciona en la calle Santo Domingo en Santiago desde 1859.

## Proyectos
La crisis energética que sufrió Chile a partir de 2004, principalmente por restricciones de gas natural a Chile desde Argentina, conllevó la construcción de un terminal de regasificación de gas natural licuado en la bahía de Quintero. En Chile, la energía eléctrica se genera en un 34% a partir de gas natural.[cita requerida]